# TT399A
La tombe thébaine TT 399A est située à Cheikh Abd el-Gournah, dans la nécropole thébaine, sur la rive ouest du Nil, face à Louxor en Égypte.
C'est la tombe de Penrennou à la période ramesside.